# سيليجو
سيليجو هي بلدية في منطقة لوغودورو في مقاطعة ساساري في المنطقة الإيطالية في سردينيا، تقع على بعد حوالي  160 كم شمال كالياري وحوالي 25 كم جنوب شرق ساساري.

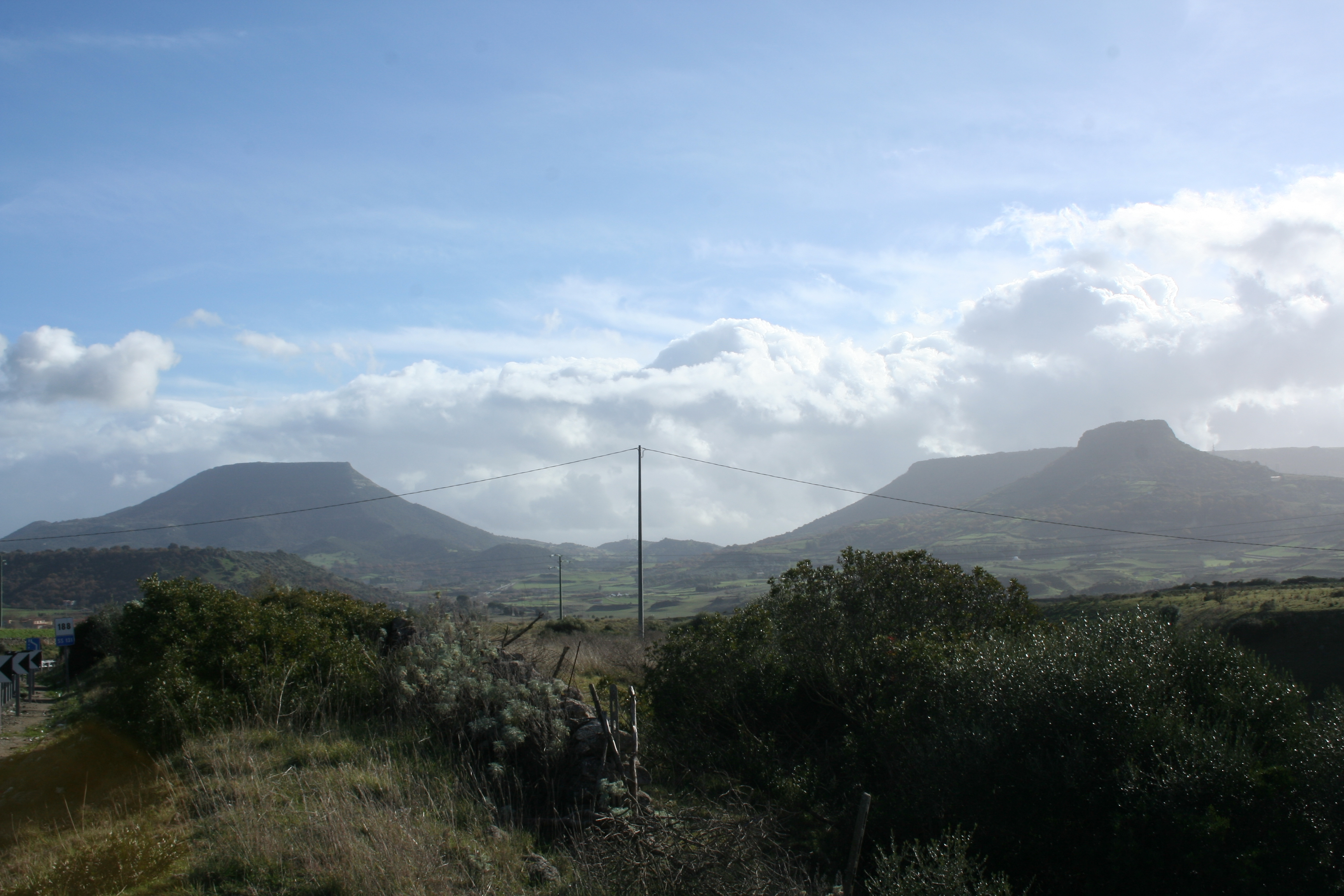
جبل سانتو في سيليجو.

## السكان
في سنة 1861 بلغ عدد السكان 986 نسمة، وتطور العدد ليصل في سنة 2011 لـ 912 نسمة.
يظهر هذا المخطط البياني تطور النمو السكاني لـ سيليجو

## المعالم السياحية الرئيسية
- موقع أثري في جبل سان أنطوني، ويمثل عصور ما قبل التاريخ.
- موقع أثري في ميسوموندو، وهي تمثل الحقبة الرومانية القديمة والقرون الوسطى.
- كنيسة نوسترا، التي بنيت في العصر البيزنطي (القرن السادس الميلادي) على أنقاض الحمامات الرومانية (القرن الثاني الميلادي). تم تعديل الكنيسة بعد 1065 من قبل بندكتين.